# William Hickling Prescott
William Hickling Prescott (4. května 1796 Salem – 28. ledna 1859 Boston) byl americký historik a hispanista, označovaný za prvního amerického vědeckého historika.[zdroj⁠?!]. Trpěl závažným zrakovým postižením, které mu často bránilo ve čtení a psaní. Měl fotografickou paměť.[zdroj⁠?!]

## Dílo
- The Conquest of Peru (Dějiny dobytí Peru)
- The Conquest of Mexico (Dějiny dobytí Mexika)
- The History of Ferdinand and Isabella (Dějiny vlády Ferdinanda a Isabelly)
- History of the Reign of Philip the Second, King of Spain (Dějiny panování Filipa II.)